# Open Clip Art Library

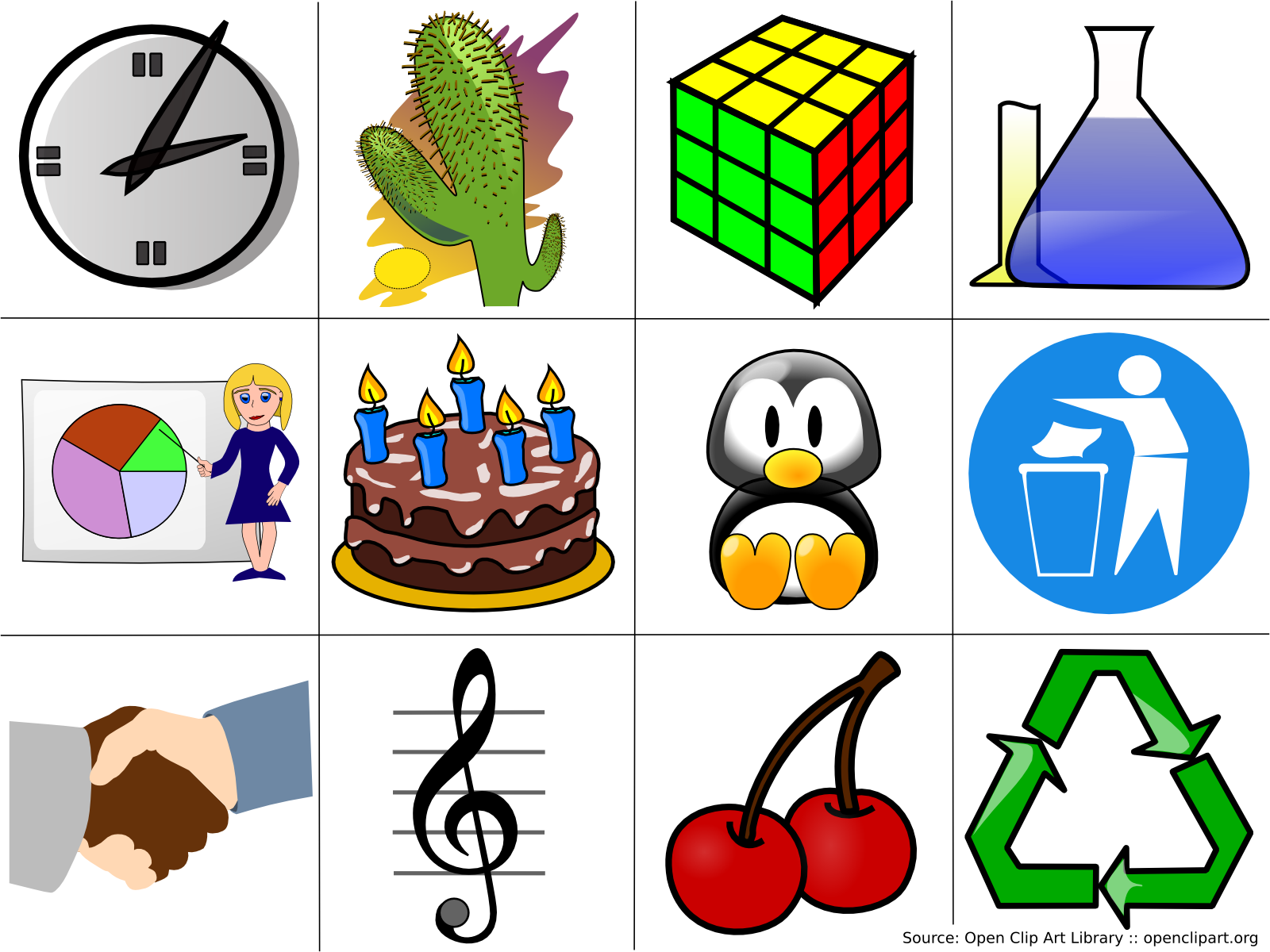
Voorbeelden van clipart van de Open Clip Art Library

Het Open Clip Art Library-project (OCAL, vertaald: Open clipart-bibliotheek) streeft naar een collectie van vector clipartafbeeldingen met vrije inhoud.

## Geschiedenis
Het project werd in begin 2004 gestart door Inkscape-ontwikkelaars Jon Phillips en Bryce Harrington om ontwerpen van vlaggen van over de hele wereld te verzamelen, na te zijn geïnspireerd door de inspanningen van gebruikers van vector graphics software Sodipodi om een verzameling van vlaggen te creëren. Het project boekte een zeer goede vooruitgang en de doelen werden uitgebreid tot generieke clipart. Vanaf oktober 2007 omvatte het meer dan 10.000 afbeeldingen van meer dan 500 artiesten en biedt het de gehele collectie gratis te downloaden. Alle afbeeldingen zijn vrijgegeven in het publiek domein door hun medewerkers. Ze worden opgeslagen in het Scalable Vector Graphics-formaat (SVG), vaak met miniaturen in de Portable Network Graphics-indeling (PNG).

## Tegenwoordig
De release van Open Clip Art Library 2.0 introduceert een verandering van de oude ccHost-software naar het nieuwe AGPL-gebaseerde Aiki Framework, een contentmanagementsysteem gemaakt voor Open Clip Art Library 2.0 die iedereen zou toestaan de website gemakkelijk te bewerken. Deze release is het hoogtepunt van het werk van Jon Phillips, Andy Fitzsimon, Bassel Safadi, Michi, Ronaldo Barbachano, en Brad Philips, die assisteerden bij de lancering van het nieuwe systeem dat nu ontvangt meer dan 5000 unieke bezoekers en 50.000 pageviews per dag.

## Pakketten
Sommige Linuxdistributies, zoals Mandriva en Ubuntu, omvatten veel van de Open Clip Art Library collectie releases, verpakt als SVG, PNG of OpenDocument-formaat-bestanden. Deze distributies zijn gebaseerd op de pre-release van 2005 omdat de reguliere releases stopten na de overschakeling op de ccHost-software. Open Clip Art Library 0.19, de eerste versie vrijgegeven na het overschakelen, werd uitgebracht in maart 2009. Met de recente release van versie 2.0 en bijgewerkt pakketten, hebben distributies bugs ingediend in hun respectieve bugtrackers om OCAL nogmaals als pakketten te beginnen.